# Eriphioides simplex
Eriphioides simplex là một loài bướm đêm thuộc phân họ Arctiinae, họ Erebidae.